# Poesia e civiltà
Poesia e civiltà è il quarto album in studio del cantautore italiano Giovanni Truppi, pubblicato il 22 marzo 2019 dalle etichette Virgin e Universal.

## Tracce
Testi e musiche di Giovanni Truppi.
1. Borghesia – 3:26
2. Quando ridi – 3:42
3. Conoscersi in una situazione di difficoltà – 4:05
4. I miei primi sei mesi da rockstar – 4:13
5. L'unica oltre l'amore – 6:06
6. Mia – 3:49
7. Adamo – 5:27
8. Due segreti – 4:04
9. Le elezioni politiche del 2018 – 3:59
10. Ragazzi – 3:39
11. Ancient Society – 5:30

## Classifiche
| Classifica (2019) | Posizione massima |
| ----------------- | ----------------- |
| Italia            | 75                |